# Carrière des dinosaures
La carrière de dinosaures (en italien : Cava dei dinosauri, également appelée Cava di Pontrelli) est une zone d'intérêt scientifique située dans la campagne de la ville d'Altamura où environ quatre mille empreintes de dinosaures ont été trouvées en 1999,. Il s'agissait à l'origine d'une carrière abandonnée située dans une zone qui porte le nom topographique de Pontrelli (d'où « carrière de Pontrelli ») où était extraite un type de roche connue sous le nom de calcare di Altamura (it). Elle appartenait à l'origine à la famille De Lucia et, après plusieurs changements de propriétaire, en 2016, elle a été transférée à la municipalité d'Altamura en raison de l'importance scientifique notable de la découverte.

## Histoire de la découverte
Les empreintes de dinosaures ont été découvertes accidentellement le 10 mai 1999 par deux géologues marins de l'Université polytechnique des Marches d'Ancône, Michele Claps et Massimo Sarti, alors qu'ils effectuaient des recherches pour le compte de la société Tamoil. Peu de temps après, le paléontologue et ichnologue italien Umberto Nicosia a fouillé la zone, confirmant l'authenticité de la découverte et en 1999 il a introduit, sur la base des enquêtes à l'intérieur de la carrière et avec d'autres collaborateurs, une nouvelle ichno-espèce qui a reçu le nom d’Apulosauripus federicianus désignée par un ankylosauria de 5 à 6 m de long.

## Caractéristiques
Le climat de la période à laquelle remontent les empreintes (Crétacé supérieur, il y a 90 à 65 millions d'années) était très différent de celui d'aujourd'hui. Le climat était en quelque sorte similaire à celui des Bahamas d'aujourd'hui et les niveaux d'eau étaient probablement peu profonds. Selon les théories les plus récentes, la fossilisation des empreintes s'est produite grâce à la montée et à la baisse périodiques du niveau de la mer (la marée), qui ont permis à la boue d'être piétinée par diverses espèces de dinosaures. Les empreintes ont ensuite été durcies par le phénomène de diagenèse et, avec le retour de l'eau, elles se sont recouvertes de roches carbonatées (formées de fragments de coquilles et de micro-organismes). Ces derniers ont ensuite recouvert les trous des empreintes, les fossilisant ainsi. 
La découverte des empreintes a mis en lumière quelques questions paléographiques essentielles sur le climat et les conditions du territoire à cette époque. La région actuelle des Pouilles était « un promontoire du continent africain » et son « domaine paléographique » est connu sous le nom de « plate-forme carbonatée des Pouilles » ; en raison de la présence d'empreintes de dinosaures de diverses espèces dans cette région, la zone ne pourrait jamais être, comme on le pensait auparavant, presque totalement recouverte d'eau.

## Les empreintes

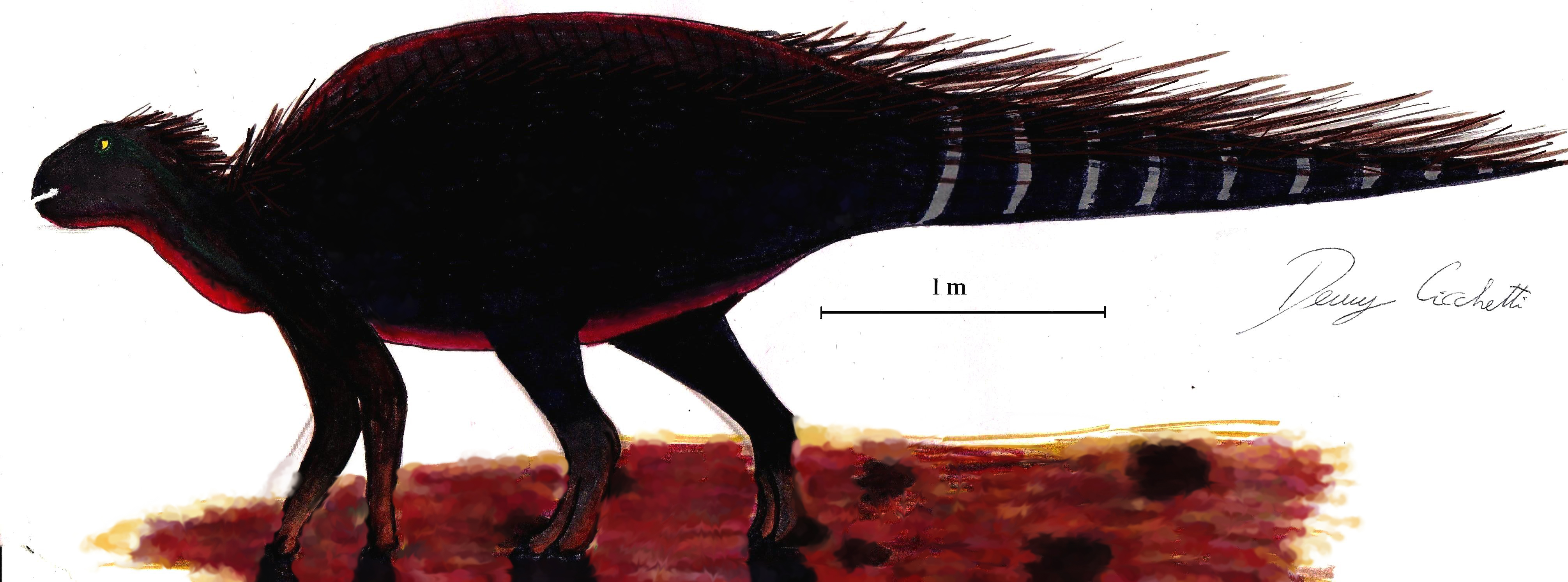
Apulosauripus federicianus

Les empreintes proviennent de différents types de dinosaures, dont la plupart étaient des herbivores, bien qu'il existe également quelques empreintes de dinosaures carnivores. Les empreintes sont au nombre d'environ 4 000 et proviennent d'environ deux cents dinosaures appartenant à au moins cinq espèces différentes. La taille des empreintes varie de 15 à 40-45 cm. Le paléontologue et ichnologue italien Umberto Nicosia l'a décrit comme le « site italien ou même européen le plus important, tant pour la paléobiogéographie que pour l'ichnologie ».